# Ahsan Kareem

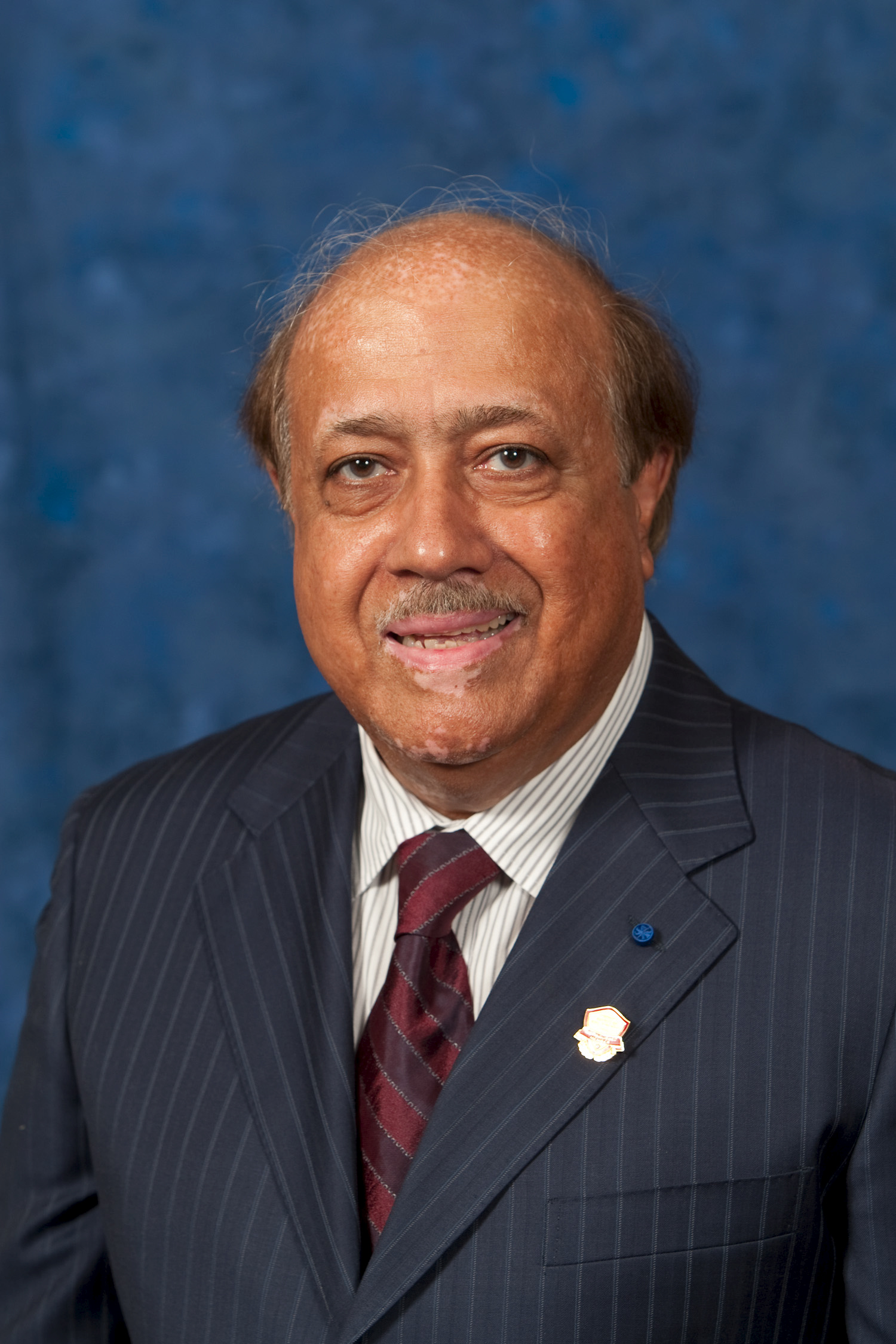
Ahsan Kareem, 2010

Ahsan Kareem (* 29. September 1947 in Lahore) ist ein aus Pakistan gebürtiger US-amerikanischer Bauingenieur und Hochschullehrer an der University of Notre Dame.

## Leben
Kareem studierte an der West Pakistan University of Engineering and Technology mit dem Bachelor-Abschluss 1968, arbeitete 1968 bis 1971 als Entwurfsingenieur bei einem US-amerikanischen Ingenieurbüro (Harza Engineering Corporation Int.), studierte an der University of Honolulu mit dem Master-Abschluss 1975 und wurde 1978 an der Colorado State University in Bauingenieurwesen promoviert. 1978 wurde er Assistant Professor und später Professor an der University of Houston und ab 1990 war er Professor an der University of Notre Dame. Ab 1999 ist er dort Robert M. Moran Professor und er ist Direktor des Natural Hazards Modeling Laboratory (NatHaz Lab) der Universität.

## Werk
Er befasst sich mit stochastischen Einflüssen von Wind, Wellen und Erdbeben auf Bauten (probabilistische Dynamik) und digitale Simulation dieser Einflüsse auf Bauten, Zuverlässigkeit im Bauingenieurwesen, schwingungsdämpfende Mechanismen wie feinabgestimmte Massedämpfer in Form von Flüssigkeiten (Aqua Slosher) und Windenergie. Er ist Präsident der International Association for Wind Engineering (IAWE). Er hat Ehrenprofessuren an der Tongji-Universität in Shanghai, der Jiatong Universität und der Technischen Universität Hongkong.
Zu seinen Projekten gehört die Echtzeitüberwachung hoher Gebäude wie des Burj Khalifa bezüglich Windbeanspruchung, die Analyse von Hängebrücken großer Spannweite (nichtlineare Effekte, Windeffekte wie Turbulenz), automatische Schadenserfassung mit Satelliten und Luftbildern, Modellierung von Windturbinen, Charakterisierung extremer Winde, Wind-Modellierung mit  zellulären Automaten und künstlichen neuronalen Netzen und nichtlineare Analysen mit Volterra-Reihen. Er befasste sich mit  der Entwicklung eines Cyber-Zentrums für extreme Wetterereignisse wie Hurricanes (Cyber-eye) und ähnliche Cyber-basierte virtuelle Forschungsplattformen und Crowdsourcing-Methoden für die Entwicklung ziviler Infrastruktur.

## Mitgliedschaften und Ehrungen
Kareem ist Mitglied der American Society of Civil Engineers (ASCE) und des American Institute of Aeronautics and Astronautics. Er erhielt einen Presidential Young Investigator Award der National Science Foundation und ist Mitglied der National Academy of Engineering und auswärtiges Mitglied der Indian National Academy of Engineering und der Chinese Academy of Engineering.
2015 erhielt er die Von-Karman-Medaille. Außerdem erhielt er die James R. Croes Medal, den Alfred Noble Prize (2016), die Masanobu Shinozuka Medal der ASCE,  die Robert H. Scanlan Medal, die Jack E. Cermak Medal, den Alan G. Davenport Medal der IAWE, den Distinguished Research Award der IASSAR (International Association for Structural. Safety and Reliability) und die Nathan M. Newmark Medal (2021). 2013 war er Scruton Lecturer des Institution of Civil Engineers.

## Schriften (Auswahl)
- mit S. Kline: Performance of multiple mass dampers under random loading, Journal of Structural Engineering, Band 121, 1995, S. 348–361
- mit K. Gurley: Damping in structures: its evaluation and treatment of uncertainty, Journal of Wind Engineering and Industrial Aerodynamics, Band 59, 1996, S. 131–157
- mit K. R. Gurley, M. A. Tognarelli: Analysis and simulation tools for wind engineering, Probabilistic Engineering Mechanics, Band 12, 1997, S. 9–31
- mit T. Kijewski, Y. Tamura: Mitigation of motions of tall buildings with specific examples of recent applications, Wind and structures, Band 2, 1999, S.  201–251
- mit K. Gurley: Applications of wavelet transforms in earthquake, wind and ocean engineering, Engineering Structures, Band 21, 1999, S. 149–167
- mit X. Chen, M. Matsumoto: Time domain flutter and buffeting response analysis of bridges, Journal of Engineering Mechanics, Band 126, 2000, S. 7–16
- mit S. K. Yalla: Optimum absorber parameters for tuned liquid column dampers, Journal of Structural Engineering, Band 126, 2000, S. 906–915
- mit Y. Zhou: Gust loading factor: new model, Journal of Structural Engineering, Band 127, 2001, S. 168–175
- mit Y. Zhou, T. Kijewski: Aerodynamic loads on tall buildings: interactive database, Journal of Structural Engineering, Band 129, 2003, S. 394–404
- mit T. Kijewski: Wavelet transforms for system identification in civil engineering, Computer-Aided Civil and Infrastructure Engineering, Band 18, 2003, S. 339–355
- Herausgeber mit Yukio Tamura: Advanced structural wind engineering, Springer 2013